# Nicolás Leiva
Nicolás Leiva (Ingeniero Adolfo Sourdeaux, 18 de enero de 1993) es un jugador argentino de rugby que se desempeña como pilar y que juega en los Jaguares del internacional Súper Rugby.

## Carrera
De 2009 a 2018 jugó para el Hindú Club de Don Torcuato, siendo campeón en dos oportunidades.
Inicialmente como hooker, debutó en el primer equipo de a los 19 años y fue relegado a la división M-21. Posteriormente, dado las bajas de los pilares derechos del equipo (Mariano Viano -suspendido-, Pablo Henn -retirado- y José Ignacio Sosa -pasó a ser pilar por izquierda-), los técnicos le pidieron que cambiara de posición, y de dicho modo logró retornar al equipo principal luego de cinco años, en la fecha 13 del torneo de la URBA, contra a Newman.

### Jaguares
En diciembre de 2017 se consagró campeón del Campeonato Argentino con la selección de la URBA y esto le permitió ser convocado por Mario Ledesma para una concentración nacional de los más prometedores jugadores. Su buen desempeño demostrado resultó en un contrato para disputar el Súper Rugby 2018.

## Vida privada
Fuera del rugby, se desempeña desde 2015 como personal de Gendarmería Nacional Argentina (GNA) al igual que su abuelo y su padre. Vale decir, que ya participó de "controles de ruta", "allanamientos" y otros "procedimientos de riesgo". Vale aclarar que anteriormente a ello estudió para contador público.
"Tengo muchos antepasados gendarmes en mi familia, me crié en el régimen. Me gusta mucho lo que hago. Es una cuestión de vocación".
"Como gendarme uno no depende de sí mismo, hay que estar dispuesto dejar todo y dar la vida por el otro, igual que en un campo de juego".
Actualmente vive en Don Torcuato, desde su llegada al primer plantel de Hindú en 2013.

## Palmarés
- Campeón del Campeonato Argentino de 2017.
- Campeón del Torneo Nacional de Clubes de 2017.[10]
- Campeón del Torneo de la URBA de 2017.[11]